# Усть-Миль
Усть-Миль (якут. Мил) — село в Усть-Майском улусе Республики Саха (Якутия) России. Административный центр и единственный населённый пункт сельского поселения «Село Усть-Миль».

## География
Село находится в восточной части Якутии, в пределах восточной части Приленского плато, на левом берегу реки Алдан, вблизи места впадения в неё реки Миль, на расстоянии примерно 116 км (по прямой) к юго-западу от посёлка городского типа Усть-Мая, административного центра улуса. Абсолютная высота — 182 м над уровнем моря.
Климат
Климат характеризуется как резко континентальный. Средняя температура воздуха самого тёплого месяца (июля) составляет 18 °C; самого холодного (января) — −42,2 °C. Среднегодовое количество атмосферных осадков составляет 302 мм.
Часовой пояс
Село Усть-Миль находится в часовой зоне МСК+6. Смещение применяемого времени относительно UTC составляет +9:00.

## Население
| 2002 | 2010 | 2012 | 2013 | 2014 | 2015 | 2016 |
| ---- | ---- | ---- | ---- | ---- | ---- | ---- |
| 405  | ↘292 | ↘274 | ↘261 | ↘247 | ↘229 | ↘224 |
| 2017 | 2018 | 2019 | 2020 | 2021 |      |      |
| ↘221 | ↘216 | ↘205 | ↘199 | ↘190 |      |      |

Половой состав
По данным Всероссийской переписи населения 2010 года, в гендерной структуре населения мужчины составляли 50,3 %, женщины — соответственно 49,7 %.
Национальный состав
Согласно результатам переписи 2002 года, в национальной структуре населения русские составляли 81 % из 405 чел.

## Улицы
- ул. Алданская,
- ул. Короленко,
- ул. Лесная[17].

## Инфраструктура
В селе функционируют детский сад, школа, дом культуры, библиотека, участковая больница, врачебная амбулатория, речная пристань, АЗС и авиаплощадка.